# 케이헤르쯔
케이헤르쯔는 대한민국의 작곡가다. 이전 예명은 펄케이였다.

## 학력
- 이화여자대학교 대학원 음악공학

## 경력
- Fontys Hogeschool voor de Kunsten Pre-master